# Bunker Ulmenwall
Der Bunker Ulmenwall ist seit 1956 eine soziokulturelle Bildungs- und Musikveranstaltungsstätte in Bielefeld, die „durch ein avanciertes Konzertprogramm mit improvisierter Musik“ auch überregional bekannt ist. Im April 2013 wurde das Kulturzentrum vom Deutschen Kulturrat auf die Rote Liste Kultur gesetzt und als gefährdet eingestuft (Kategorie 2). Grund war die beabsichtigte Beendigung des Leistungsvertrags der Stadt Bielefeld mit dem Bunker Ulmenwall. Im Februar 2014 wurde die Gefährdung aufgehoben (Kategorie 4).

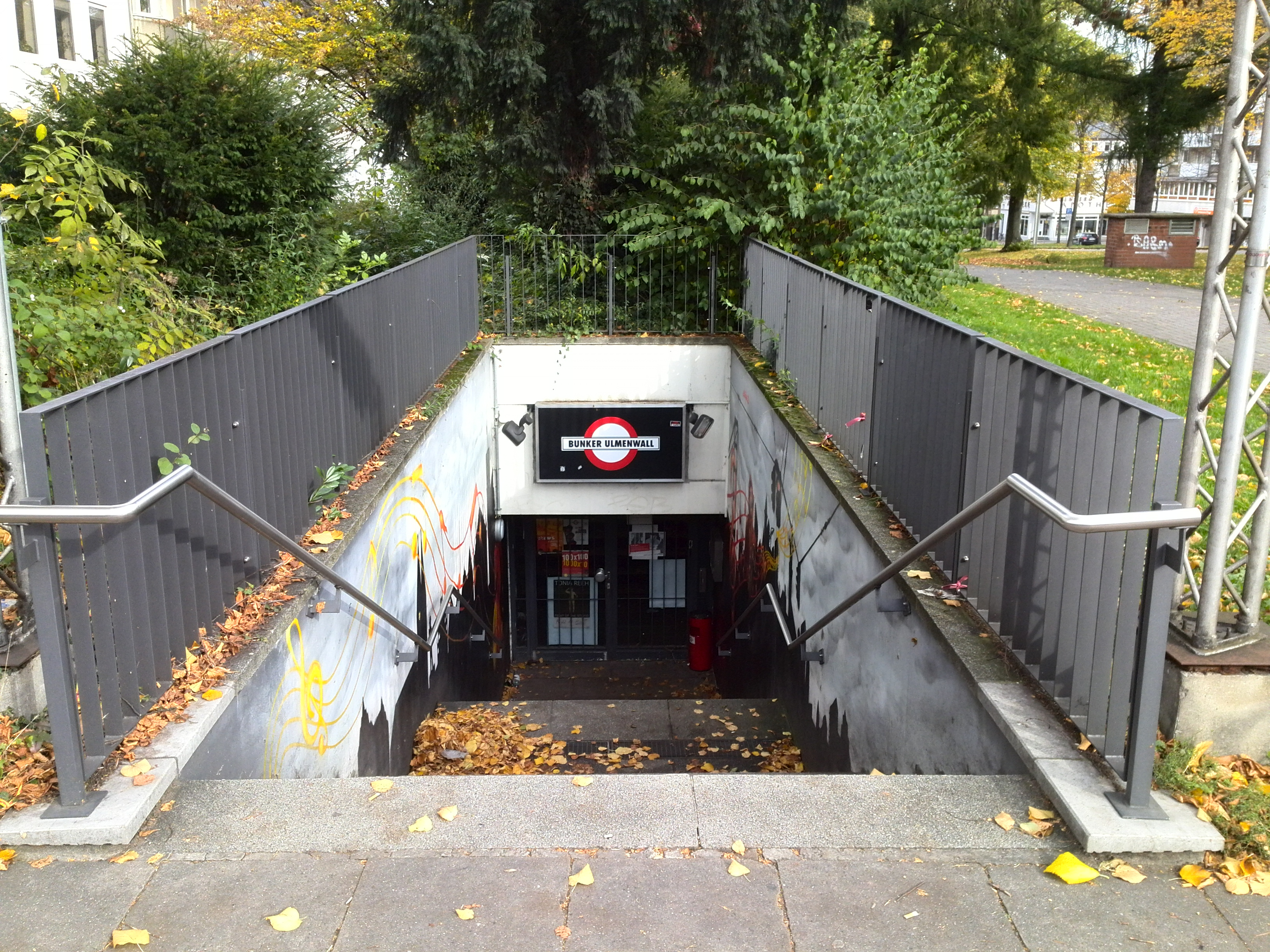
Eingang zum Bunker Ulmenwall

Als soziokulturelles Zentrum liegt sein Schwerpunkt auf jazz- und popmusikalischer Jugendarbeit, die sich auch an Schulen und Einrichtungen der Kinder- und Jugendarbeit richten; dafür erhält er seine Förderung aus dem Sozialetat der Stadt. Mit Jazz- und anderen Konzerten wird versucht, die Jugendlichen an verschiedene Genres aktueller Musik heranzuführen. Hier sind beispielsweise das Globe Unity Orchestra, Barre Phillips, Elliott Sharp ebenso wie Albert Mangelsdorff, Julia Hülsmann oder Grace Kelly aufgetreten, ferner entstanden hier Konzertmitschnitte u. a. von Joe Fonda, Jan Klare und Thomas Lehn. Im Programm wechseln Kinder- und Jugendprojekte wie Rookie-Session oder Music School Live Playing mit regulären Konzerten ab, die teilweise auch vom Westdeutschen Rundfunk aufgenommen und gesendet werden.

## Geschichte
Der gepanzerte Keller wurde 1939 als Sanitätsbunker am Fuß des Bielefelder Sparrenbergs gegen drohende Luftangriffe errichtet. Nach dem Krieg teilten sich Jugendgruppen wie Die Falken, Pfadfinder, CVJM mit dem Puppenspieler Helmut Selje das Bauwerk. Ab 1956 etablierte sich die Bielefelder Jazzszene in den Kellerräumen am Ulmenwall. Jazzbandbälle, die das Jugendamt hier mit dem Bunker Jazzclub veranstaltete, erhielten guten Zulauf. 1961 wurde der Bunker als Studenten-Clubraum, kombiniert mit Jazzkeller und dem Puppentheater, neu eröffnet. Der Bunker Ulmenwall wurde zwischen 1956 und 1996 vom Jugendamt der Stadt Bielefeld organisiert und dann in die Trägerschaft des Bunker Ulmenwall e. V. übergeben.
Von 1962 bis 1982 war der Bunker das Literaturzentrum der Stadt Bielefeld. Geleitet von den Bielefelder Schriftstellern Wolfgang Hädecke (1962–1966) und Walter Neumann (1966–1982) wurden Lesungen mit mehr als 200 deutschen und ausländischen Autoren durchgeführt. Zwei umfangreiche Anthologien, Im Bunker 1 (1974) und Im Bunker 2 (1979), dokumentieren die literarische Ära Bielefelds.

## Konflikt um die Weiterführung des Zentrums
Da Bielefeld sparen muss, um nicht unter das Haushaltssicherungsgesetz zu kommen und die Finanzautonomie zu verlieren, steht seit Anfang 2013 der städtische Leistungsvertrag mit dem Trägerverein zur Disposition. Die Arbeit des Bunkers Ulmenwall soll möglicherweise auf das Veranstalten von Konzerten beschränkt werden; damit müsste er sein musikpädagogisches Konzept und den Status als sozio-kulturelles Zentrum aufgeben. Noch ist dieser auch überregional anerkannt; so erhält der Bunker bis 2015 vom Land Nordrhein-Westfalen Gelder für die „Nachwuchsförderung im Spannungsfeld von Jazz und Jugendkultur.“
Aufgrund wegfallender öffentlicher Förderung steht der Kulturbunker Anfang April 2025 erneut vor dem Aus. Der Betreiberverein ruft daher per Crowdfunding zum Spenden auf.

## Auszeichnung
2013 wurde der Bunker Ulmenwall für seine Programmarbeit ausgezeichnet und erhielt von Staatsminister Bernd Neumann den deutschen Spielstättenpreis. Ihm wurde der WDR Jazzpreis 2018 in der Kategorie Ehrenpreis für besondere Programmprojekte zuerkannt. 2019 wurde der Bunker Ulmenwall mit dem Kulturpreis der Stadt Bielefeld ausgezeichnet.